# Kapocs Ifjúsági Önsegítő Szolgálat Alapítvány
A Kapocs Ifjúsági Önsegítő Szolgálat 1992. március 16-án a Petőfi Csarnokban létrejött, alacsony küszöbű, ártalomcsökkentő szemléletű, elérési típusú ifjúságsegítő szervezet. Célcsoportja elsősorban 14-24 év közötti fiatalok, akik alkalmazkodási, lelki problémákkal küzdenek, intézményes kapcsolataik (szocializációs intézmények, mint: család, iskola, barátok, munkahely, egyéb segítő szervezet) nem, vagy alig működnek. Többnyire elszigetelten (lelkileg, társadalmilag vagy akár fizikailag), magas szocializációs kockázatok között és alapvető ismeretek hiányában nőnek fel. 
2007-től a Kapocs a vállalt feladatait Budapest nyolcadik kerületében kialakított telephelyéről törekszik megvalósítani.
A Kapocs összetett tevékenységét négy szakmai szinten törekszik megvalósítani:
Elérési szint. Elsősorban a veszélyeztetett fiatalok kockázati színterein, részben a szervezet telephelyén. A Kapocs önkéntesei saját környezetükben, kockázatos helyzetekben észreveszik a társaikat fenyegető veszélyeket. Semmiképpen nem hagyják magukra őket, hanem a Kapocsban tanultak szerint – szükség esetén - szakmai partnereink bevonásával segítenek azokra válaszokat, ha kell sürgősségi megoldásokat találni. 
Szolgáltatásjellegű tevékenységek szintje. Lefedik a segítségért a szervezethez vagy önkénteseihez fordulók kérdéseit, azokra szakszerű válaszokat, illetőleg továbblépési lehetőséget szolgálnak: a szervezet munkatársainak és önkénteseinek segítő tevékenységének támogatására, és közvetlenül is. A szolgáltatásjellegű tevékenységek során folyamatosan igénybe vesszük a különféle szakmai szervezetek és szakemberek támogatását, konkrét segítséget jelentő szakmai kapcsolataikat. 
Összetett feladatok, koncentrált programok szintje. Olyan hangsúlyos kérdés-csoportokban kerülnek kialakításra, amikor a szervezet által elért és segítségre váró fiatalok felnőtté válása fokozottabb terhekkel jár, vagy amikor a fiatalok kevésbé találnak elégséges megoldási lehetőséget. Ezeket a programokat az jellemzi, hogy a fiatalok környezetében megteremthető szakmai kapcsolatok és optimális válaszok integrálásával készülnek, továbbá hogy az adott problémák alternatíváját is feltárják. Ilyen program például a téli időszakra kialakított Sürgősségi Életvédelmi Program. 
Támogató feladatok és tevékenységek szintje. A szervezet fogadókészségének megteremtésére, továbbá a fiatalokkal kialakított kapcsolatok elmélyítésére szolgál. 
Az önkéntesek képzése, felkészítése, fejlesztése - olyan összetett tevékenység-együttes, amely a szervezetet felkereső fiatalok bekapcsolódásának első perceiben elkezdődik és jelenlétük, segítő feladatvállalásuk teljes ideje alatt zajlik. Mindezek a következők: személyre szabott, nondirekt és nem formális képzések, egyéni életutakat kísérő, segítő, fejlesztő feladatok, segítő tevékenységek szervezése, segítő szerepvállalás erősítése, az egyéni segítés során jelentkező konkrét problémák együttes feldolgozása.
Az önkifejezéssel kapcsolatos tevékenységek közvetlenül nem irányulnak a Kapocs látogatói által megélt problémák megoldására, hanem valóságos lehetőségek, azok számára, akik meg akarják mutatni, hogy mit tudnak, ki akarják próbálni magukat valamilyen tevékenységben, vagy alkalmat keresnek arra, hogy a véleményüket, mondanivalójukat a szűkebb és tágabb világról közölhessék. Mindennek a jegyében különféle kezdeményezéseket támogatunk, és konkrét csoportokat és feladatokat működtetünk: a hetente (a Civil Rádióban) élő adási lehetőséggel rendelkező Kapocs Ifjúságsegítő Magazin, és kéthetente a Rádió C-ben Kapocs Magazin, a versesköteteink, a kézműves csoport, a Firka - Kapocs újság, a filmklub, alkalmanként kirándulások, ping-pong versenyek stb.
Összefoglalóan: mit kínál a Kapocs a célközönségének?
•	Találkozást – amikor a Kapocshoz forduló fiatalok szabadon, különösebb kontroll és feltétel nélkül kialakíthatják és ápolhatják társas kapcsolataikat. (alacsony küszöb) 
•	Segítő találkozást – amikor, minden különösebb következmény nélkül, felszínre kerülhetnek konkrét, személyes problémák, amikor azokkal nem hagyjuk magukra a látogatókat, és amikor a jelentkező problémára azonmód választ, megoldást, vagy a megoldást jelentő konkrét továbblépéshez irányt, segítséget, információt lehet kapni.
•	Önkéntességet – amikor a szervezetet felkereső, rendszeresen látogató fiatalok arra kapnak lehetőséget, hogy felkészítés és a szervezet segítő eszközeinek igénybevételével, saját motiváltságuk szerint, sikeresebben vehessenek részt társaik és önmaguk korosztályi problémáinak megelőzésben és megoldásában. 
•	Alternatívát – amikor a kényszerítő, veszélyekkel teli életviszonyok, kockázatokkal járó tevékenységek helyett (és mellett) a Kapocs érintett látogatói, saját maguk épülésére, mintát és biztatást kapva, szabadon változtathatnak. 
•	Önkifejezési lehetőséget – a fiatalok különféle kezdeményezéseit itt komolyan veszik, és a Kapocs meglevő eszközei segítségével támogatják őket. 

A Kapocs szisztéma néven ismert modellt Szabó András dolgozta ki.

## Külső hivatkozások
- Szabó András: Kapocs szisztéma[halott link]
- Társadalmi Bűnmegelőzés Magyarországon: 16 éves a Kapocs
- http://letrejottkapocs.blogspot.com/A%5B%5D
- Kapocs a nyolckerben
- Kiszakadás vagy leszakadás